# 松尾徳三郎
松尾 徳三郎（まつお とくさぶろう、1845年12月5日（弘化2年11月7日）- 1915年（大正4年）5月31日）は、明治期の実業家、政治家、衆議院議員（1期）。

## 経歴
大和国宇陀郡松山町（のち奈良県宇陀郡松山町、大宇陀町を経て現宇陀市）で松尾四良三郎の長男として生まれた。1885年（明治18年）4月、家督を相続。学区取締、奈良県会議員、大阪府会議員、同常置委員、勧業諮問会委員、町村会議員、連合町村会議員となる。大和銀行頭取、奈良県農工銀行取締役も務めた。
1894年9月の第4回衆議院議員総選挙において奈良2区から大手倶楽部所属で立候補して当選した。衆議院議員を1期務め、1898年3月の第5回衆議院議員総選挙は不出馬。1911年（明治44年）9月、隠居して家督を二男・四郎に継承した。1915年に死去した。

## 親族
- 二男 松尾四郎（衆議院議員）[1][5]